# Бутков (хутор)
Бутков — хутор в Кашарском районе Ростовской области.
Входит в состав Верхнесвечниковского сельского поселения.

## История
Название хутора происходит от фамилии первопоселенца — Исайи Буткова, у которого там была маслобойня.
Хутор в 1920-е годы шутливо называли  "Бутков хутор Хумбата", так как  рядом было поселение Хумбата.

## География
На хуторе имеются две улицы: Батайская и Раздольная.

## Население
| 2010 |
| ---- |
| 74   |